# Jean Ier de Nîmes
Pour les articles homonymes, voir Jean Ier.
Jean Ier est un prélat du Haut Moyen Âge, troisième évêque connu de Nîmes, vers 520.